# 西蒂斯伯里 (麻薩諸塞州)
西蒂斯伯里（英語：West Tisbury）是一個位於美國麻薩諸塞州杜克斯縣的鎮。

## 人口
根據2020年美國人口普查的數據，西蒂斯伯里的面積為108.20平方千米，當中陸地面積為64.90平方千米，而水域面積為43.30平方千米。當地共有人口3555人，而人口密度為每平方千米33人。